# The Great Complotto
The Great Complotto è un movimento artistico, espresso per lo più in campo musicale, che vide la luce all'inizio del 1980 a Pordenone, sotto la spinta del punk britannico e statunitense. È noto per la sua assoluta indipendenza dalle altre scene punk e new wave esistenti in Italia nello stesso periodo.

## Storia

### Premesse e contesto
Sin dagli anni sessanta la musica anglosassone si era diffusa tra i giovani pordenonesi, favorita dalla presenza dei soldati americani di stanza ad Aviano nelle cui radio venivano diffuse le ultime tendenze musicali prima che si diffondessero in altre zone d'Italia. Alla fine degli anni settanta la rivista alternativa Re Nudo citava Pordenone come "l'avamposto della controcultura freak nel nord-est d'Italia".

### 1976-1979: prima fase
(Lettera di Miss Xox degli HitlerSS a Red Ronnie)
Se le prime avvisaglie del punk rock si videro a Pordenone nel 1976 quando Ado Scaini conduceva il programma radiofonico Tequila presso una radio libera locale, fu fra il 1977 e il 1978 che si formarono i primi gruppi musicali come i Tampax (precedentemente conosciuti come Bung Pam Bing Tilt) e gli HitlerSS. E furono proprio Ado Scaini, Willy Gibson dei Tampax e Fabio Zigante degli HitlerSS che poi furono tra i massimi promotori del movimento. Tra le band attive in questo primissimo periodo vi furono poi gli Scurfs, embrione dei futuri Clockwork Orange. Il 9 settembre 1978 gli HitlerSS parteciparono alla Festa de l'Unità di Pordenone, dove, nel contesto politico-sociale italiano di allora privo di ogni possibilità di ironia su questi argomenti, scatenarono le ire dei militanti del PCI sfiorando il linciaggio a causa del loro nome.
Nel 1979 venne pubblicato il primo split album di questi due gruppi, edito dalla Compact Cassette Records di Pordenone con il titolo HitlerSS/Tampax. Poco dopo le due band si recarono a Londra per promuovere il disco esibendosi anche sotto il ponte di Aklam a Portobello Road in cui i musicisti suonavano con strumenti di cartone (il concerto prese appunto il nome di "Cartoon Concert") dopo aver visto le copie del 7" sequestrate alla frontiera per via del verso "Queen Elizabeth I wanna fuck you". Red Ronnie che da tempo aveva intrapreso uno scambio epistolare con Miss Xox ed era presente alla performance, scrisse: «HitlerSS e Tampax li ho visti a Londra dove hanno organizzato un concerto sotto il ponte di Aklam, alla fine di Portobello Rd. Sono riusciti a mettere la notizia su "Time Out" e si sono presentati più poliziotti che pubblico. Tutti gli strumenti ed amplificatori erano di cartone disegnato. Il concerto è iniziato e finito subito con la distruzione di questa "attrezzatura"».
Durante il 1979 il fenomeno crebbe con la fondazione di altre band di ispirazione punk rock e post-punk, che avevano il loro punto di ritrovo al Tequila, un locale con sala prove che divenne in quegli anni il punto di ritrovo del movimento. La realtà di questi gruppi era fatta di quella promiscuità e mescolanza in cui nascevano spesso microgruppi che duravano il tempo di un concerto o di una registrazione, tanto che Luca Frazzi in un articolo su Rumore dei primi 2000 sostenne: «e chi se ne frega se il suono della città ti sfuggiva di mano (Devo, Pistols, un organetto Bontempi, Pere Ubu, elettronica preistorica, il rumore, la sigla del Carosello) e se i gruppi quando li scoprivi non esistevano già più (o non erano mai esistiti), scomparsi e ricomparsi sotto nuove sembianze e con nomi ancor più improbabili. Punk, punk, e ancora punk...». Nacque così un sodalizio tra queste band i cui membri si davano nomi d'arte, spesso di origine anglofona, cooperando con spirito DIY ad attività artistiche, performative e divulgative. Nel fermento del 1979 si formarono così i Mess, i Fhedolts, i Waalt Diisneey, i Sexy Angels e gli Ice & the Iced che di li a poco aprirono il concerto di Pordenone dei Gaznevada, proponendo oltre ai brani originali, interpretazioni personali di canzoni degli Who e dei Ramones

### 1980-1982: Lo Stato di Naon e la conquista della Italian Records
(Lettera di Miss Xox degli HitlerSS a Red Ronnie)
Nel 1980 il Tequila chiuse e alcuni esponenti del movimento fondarono una immaginaria micronazione, lo Stato di Naon, dal quale tutte le band dicevano di provenire. Una delle performance inaugurali fu il portare nella notte un mattone con su scritto "Stato di Naon" da Pordenone a Pieve di Cento e lasciarlo davanti alla casa di Red Ronnie. L'organo di diffusione delle istanze del movimento fu una fanzine chiamata Musique Mecanique che raddoppiava il suo prezzo a ogni nuovo numero, allegando stravaganti oggetti in regalo come una bomboletta di vernice spray vuote, una bustina di grasso Fiat, un nastro con la registrazione di un motore, bullone con dado e rondella, una rosa di plastica e via dicendo. L'inno dello Stato di Naon era il brano Atoms for energy dei Musique Mecanique, al suono del quale si dichiarava apertamente la volontà di conquistare il mondo. Fu in questi anni che il movimento prese sempre più le sonorità new wave e post-punk; in questo contesto i Tampax vararono il progetto denominato 01001101010111001010 (Cancer), mentre membri degli HitlerSS fondarono gli Andy Warhol Banana Technicolor.
Negli anni precedenti Ado Scaini e Miss Xox, complice anche la temporanea frequentazione del DAMS di Bologna di quest'ultimo, erano entrati in contatto con Oderso Rubini e Red Ronnie: «Per noi Oderso rappresentava la figura dello zio onnicomprensivo. Red Ronnie aveva invece un atteggiamento diverso. Se Oderso rassicurava, Red era ultracurioso, era l'incarnazione del giornalista perfetto». L'interesse dei due verso il movimento naoniano portò finalmente alla pubblicazione di una compilation, Pordenone/The Great Complotto (Italian Records) nel 1981, curata da Oderso Rubini, Red Ronnie e Ado Scaini. L'album comprendeva brani dei Mess, Sexy Angels, Fhedolts, Andy Warhol Banana Technicolor, Mind Invaders, Cancer, Musique Mecanique, Tampax, Hitler SS, W.K.W., Little Chemists e Waalt Diisneey Production, che ottenne l'interessamento della stampa musicale. Se la risonanza, in precedenza aveva coinvolto soprattutto la rivista Popster e la fanzine Red Ronnie's Bazaar, ora interviste e recensioni comparvero su Rockerilla, Musica 80, Ciao 2001, Il mucchio selvaggio. Fu poi Red Ronnie, già collaboratore di Carlo Massarini a Popster, che caldeggiò un servizio televisivo su Mister Fantasy, trasmissione televisiva di Rai 2 ideata e condotta dallo stesso Massarini. Il programma dedicò ai naoniani un servizio dai toni surreali nell'estate del 1981 con l'inviato Roberto D'Agostino che tentava di inseguire e scoprire i segreti del "Grande Complotto", passando tra brani e performance dei Mess, Cancer, Sexy Angels, Fhedolts e Waalt Diisneey ProdUn servizio venne realizzato anche dal rotocalco televisivo di Rai 2 Mixer di Giovanni Minoli.
Nel 1981 uscì anche, in allegato all'omonima fanzine di Udine, la compilation dedicata ai gruppi di Pordenone dal titolo Onda 400, recensita fra l'altro da riviste come NME e Rockerilla. Nel 1981 uscì l'omonimo EP degli Ice & the Iced, frutto della coproduzione della Hideaway Musik e della TRUX Records e con la copertina realizzata da Vittore Baroni.

### 1983-1989: Le ultime pubblicazioni
Nel 1981 alcune band avevano registrato una manciata di brani all'Harpo's Studio di Bologna, e tra loro vi erano i Mess, i Cancer, i Sexy Angels e i Gigolo' Look. Quei brani andarono poi a formare la seconda compilation prodotta dalla Italian Records intitolata IV3SCR (titolo derivato dal nominativo radioamatoriale del bassista Gianfranco "Star" Stella) e pubblicata solo nel 1983.
Nel 1984 venne pubblicato l'album Pordenone/Taranto (Macchinario Retró), una raccolta di band naoniane in uno split condiviso con band tarantine. Il lato A vedeva presenti brani di Danx-a, Futuritmi, Rendez Vous Ravage, Dernie Regard, New Waalt Diisneey, Zexi Angels, Nuovo, e 001011, mentre il lato B presentava brani di gruppi tarantini come Hellbound, Panama Studios, Vena, Yen, Luzern Ed Ezra e Giovanni Casamassima. Sempre nel 1984 uscì poi Un Inverno a Pordenone che comprendeva brani delle band Zexi Angelz, Reflex d'Epoque e Rendez-Vous Ravage.

### Dopo il Great Complotto
Tra i gruppi protagonisti più conosciuti, oltre a quelli già citati, si ricordano, i Futuritmi (in cui militarono i leader dei futuri Prozac+ e Tre Allegri Ragazzi Morti), XX Century Zorro, Dam'Place e nella seconda generazione i Sexy Angels (poi ridenominatisi Ex), gruppo di Pordenone attivo nel decennio 1979-1989 e poi riunitosi dal 2006 al 2011.
Il movimento vide la sua fine, mai ufficializzata, alla fine degli anni ottanta, anche se alcuni artisti della vecchia scena continuano a calcare i palcoscenici.
Nel marzo del 2005 si tenne il concerto "The Reunion" al Deposito Giordani di Pordenone, un concerto tributo allo Stato di Naon che vide gran parte gruppi storici del Great Complotto riformarsi e risalire sul palco. Al concerto era presente anche Red Ronnie.

## Componenti (parziale)

### Artisti singoli
- Miss Xox

### Gruppi
- Andy Warhol Banana Technicolor
- Cancer
- Dam' Place
- Danx-A
- Fhedolts
- Futuritmi
- Gigolo' Look
- HitlerSS
- Ice & the Iced
- Little Chemists
- Mess
- Mind Invaders
- Musique Mecanique
- Reflex d'Epoque
- Rendez-Vous Ravage
- Sexy Angels
- Tampax
- W.K.W.
- Waalt Diisneey Production
- XX Century Zorro

## Discografia (parziale)

### Album
- 1981 - Pordenone For Holidays - Pordenone For Holidays
- 1982 - XX Century Zorro - Danceolero
- 1983 - XX Century Zorro - La volpe du XX siècle
- 1984 - The Dam' Place - The Dam' Place
- 1988 - Ex - Cuori a gas
- 1988 - Tampax - Sorry Not Tonight
- 1989 - Futuritmi - Il bambino che baciava... e marameo alla morte
- 1995 - Tampax - Let It Shit
- 1999 - XX Century Zorro - La côte d'azur
- 2007 - HitlerSS - Skate Like Elvis

### EP
- 1979 - HitlerSS/Tampax - HitlerSS/Tampax
- 1981 - Ice & The Iced - Ice & The Iced
- 1987 - Sexy Angels - Substitute

### Singoli
- 1984 - Danx-A - Danx-A
- 1984 - Futuritmi - Colour Of Fight/The End Of My Day
- 1984 - Tampax - Police In The Car/Give Me In Your Eye
- 1985 - Tampax - O'Dio
- 2005 - Tampax - Bastard-Day/Police In The Cars
- 2015 - Tampax - Suck my cock/Snivell

### Compilation
- 1980 - AA.VV. - Pordenone/The Great Complotto
- 1981 - AA.VV. - Onda 400
- 1983 - AA.VV. - iV3SCR
- 1984 - AA.VV. - Pordenone/Taranto
- 1984 - AA.VV. - Un inverno a Pordenone